# Agouilal

Agouilal (ou Agouillal) est un village de Kabylie située dans la commune d'aâdjiva (El-Adjiba), daira de Vachlul (Bechloul), wilaya de Bouira en Algérie.

## Localisation
Agouillal est un magnifique village typiquement Kabyle, au pied des montagnes du Djurdjura.
Entouré par la forêt d’Issysno, Issyghyden et celle de Taka, il est situé à 15 kilomètres environ de la commune de Aâdjiva (El-adjiba), et à quelque 40 kilomètres du chef-lieu du département de Tuviret (Bouira).
Il est le dernier village de la commune côté extrême nord en zone limitrophe avec la wilaya de Tizi-Ouzou.
Perché à 770 m d’altitude, il est situé au-dessous du plus haut sommet du djurdjura (lala-khediga dite Tamgut), il a pour coordonnées géographiques 36° 24′ 24″ nord, 4° 10′ 08″ est
Le cœur du village d’Agouillal est un bâti ancien situé à Tadart, groupé autour de la mosquée du village, une autre partie de la population est située à Tiniri et Tansawt.

## Hydrographie
Le village est entouré par trois rivières, Assif-guighil, Assif-ouhadad et assif-n’tniri.
Une source d’eau (L’ainser en kabyle) de IFRI située du côté de Issyghiden donne naissance à assif-ouhadad et alimente aussi le village en eau potable.
Une autre source d'eau fraiche jaillit en permanence à Tighedwine du côté de la station hydroélectrique à l'entrée de Thiniri.
Il existe aussi une source d’eau gazeuse située au-delà du mont Issighiden qui s’appelle Tahmamt mais malheureusement n’est pas exploitée à ce jour...

## Climat
Agouillal bénéficie d’un climat méditerranéen, comme tous les villages de Kabylie : l’hiver il neige beaucoup, les étés sont très secs, en automne, les pluies orageuses méditerranéennes sont parfois très fortes.

## Voies de communication et transports
Le village est desservi par trois routes : l’ancienne route, faite à l’époque coloniale, passe par Thiniri, Imri, Ath-walvane, Saharidj, puis Maillot ; la deuxième route, construite dans les années 1990, mène vers Ath-Aissi ; la troisième, la plus utilisée, passe par Assif-Assamath et permet de rejoindre la route Ath-Yakllef et Maillot (M'chedellah)

## Agriculture
Agouilal est couvert à plus de 90 % par des oliviers (Tizmrine) qui donnent une production oléicole très importante.
En deuxième place après les oliviers, le village possède des figuiers (Tineqlin) qui couvrent les besoins de la population en matière des figues sèches. Car le figuier se caractérise par une exposition très ensoleillée et une résistance au froid.

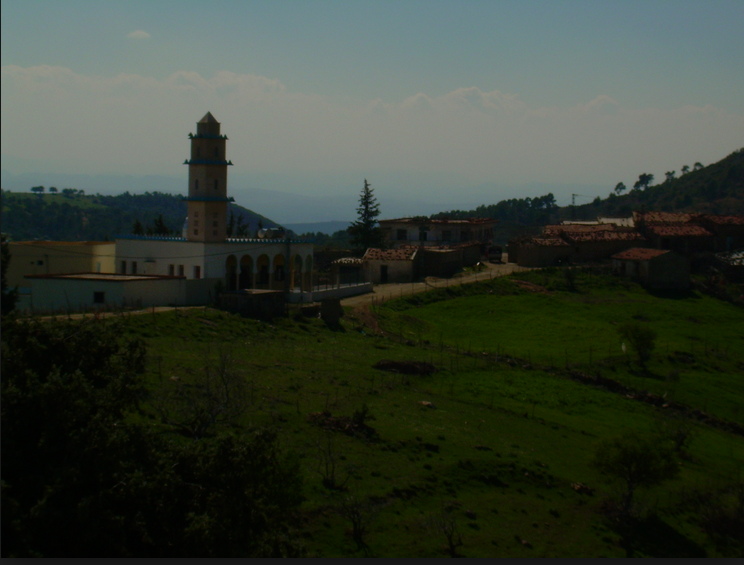
Tadart - Agouillal

D’autres branches d’agriculture figurent également parmi les occupations des paysans d’Agouilal telles que l’apiculture, l’élevage des volailles, sans oublier bien sûr la présence forte des figues de barbarie (Akarmous) dans le village

## Démographie
Sa population ne dépasse pas les 1000 habitants, il est composé essentiellement des familles : Ath amar-oussaid (la famille Amrani, Amrane), Ath Youcef (la famille Sait, Moussi et Guellal), Izoundaren (la famille Zenoudi), Ath Ikene (la famille Ikkene), Ihadadhen (la famille Haddad), Outhanan’t (la famille Taananet), famille Belkacemi.
D’autres familles venues d’ailleurs se sont installées dans le village depuis des décennies exemple de Ath-âvdhalah (famille Dahmani), la famille Hamri, Adar et Ait-Abbas.
Les quartiers (Idroumen) d'Agouilal sont : Thansawth, Thadart, Thiniri, Achenan, Feldhen, Thigilt, Ahdhifa, Thaourirth, Ighzer-hellil, amalou-bouchen, Imrijen, etc.

## Histoire
Quelques traces archéologiques existent encore à Agouillal, notamment à Issyghidhen où des gravures sur des rochers pour certains probablement vieux de dix millénaires côtoient la nature et le beau paysage du village et ces montagnes.

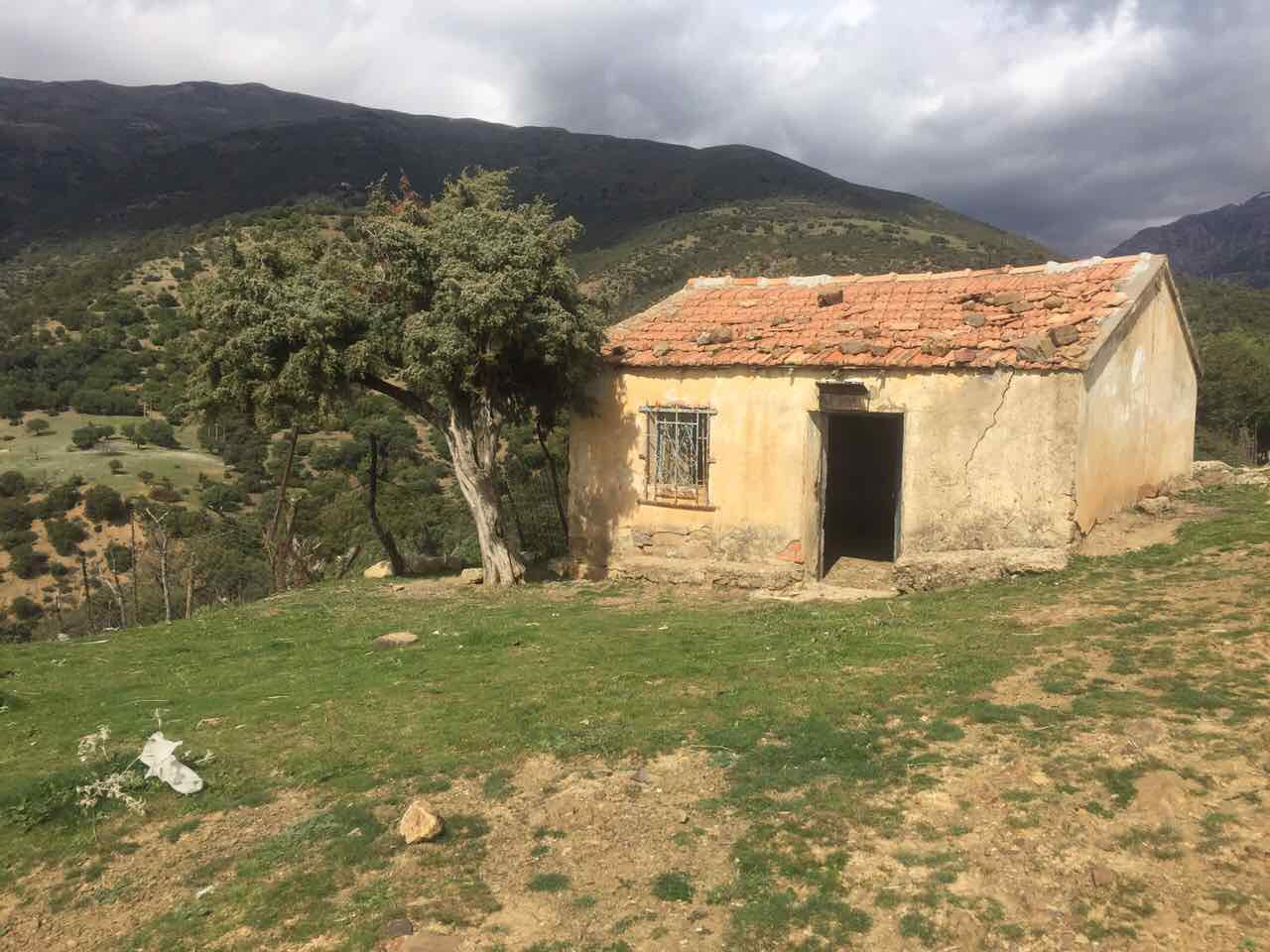
Tahanust Da-Yusef

Pendant la guerre d’Algérie, plusieurs fois le village a connu des bombardements, des mitraillades, des effondrements partiels ou générales des maisons, il a été le carrefour des combattants de la révolution de par son relief et sa forêt dense.
Sa position dominante, a fait de Agouillal une position des plus stratégiques sur le plan militaire et un lieu de repos pour les fidayines et
maquisards de la région ou sont implantés plusieurs points de commandements de l'ALN, tels que Taka, Ahdifa, Ighzer-Hellil.
Les villageois engagés pleinement dans la révolution assurent la logistique, le refuge et le renseignement aux maquisards notamment la prise en charge des prisonniers (étranger-italiens) du FLN pendant des semaines mais aussitôt que les officiers militaires français s’en rendirent compte, ils leur imposèrent une évacuation forcée après expiration de l’ultimatum pour quitter leurs maisons.

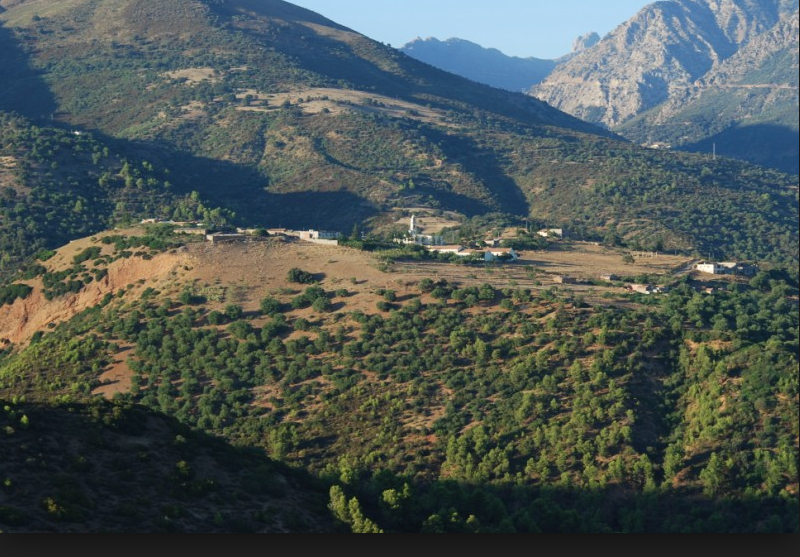
Agouillal-vue Générale

Les villageois avaient donc quitté dans la précipitation leurs habitations pour s’éparpiller à travers plusieurs villages de l’ex-commune mixte de Maillot, en emportant le strict minimum. En réaction à cela, l’ALN et le FLN donnèrent des instructions aux citoyens des villages voisins d'accueillir ces réfugiés qui ont été reçus partout à bras ouverts, selon leur propre témoignage, ce qui dénote de l'esprit de fraternité et de solidarité qui régnaient à cette époque là entre les tribus kabyles.
Agouillal a été sévèrement touché par la perte d’une quinzaine de ses combattants (chouhada).

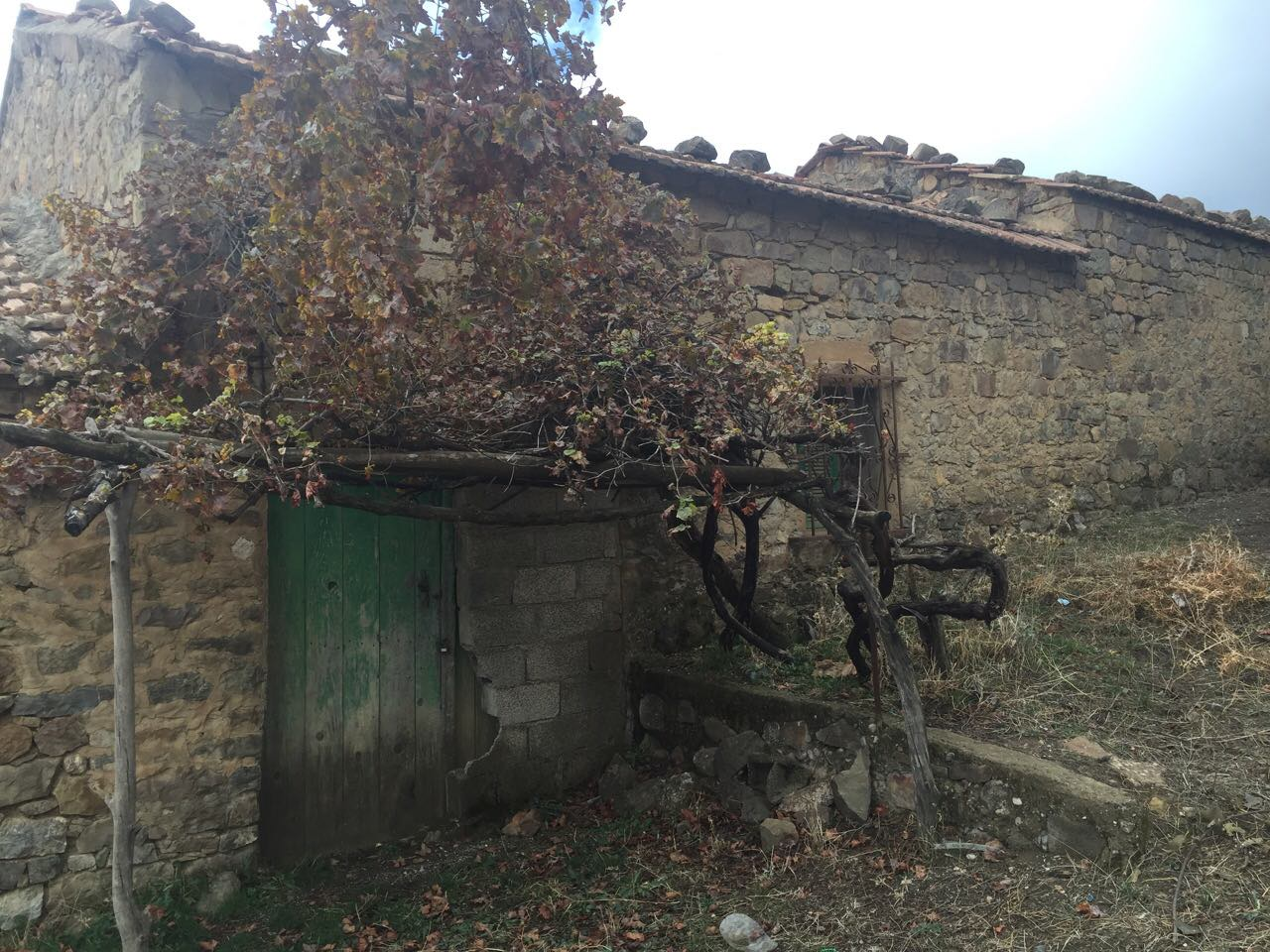
Maison Kabyle - Akham El-hadj Amar

## Économie
Agouilal renferme dans son sous-sol un gisement de chaux qui est très important du côté de Ighzer-hellil mais qui n’est pas exploité jusqu’à présent pour des raisons inconnues.
La station hydroélectrique implantée depuis la période coloniale à Thiniri (une autre partie à Ilyiten) n’a pas permis aux villageois de profiter de l’électricité (même si des poteaux traversaient leurs terres) avant le sit-in des villageois devant la station en 1990 pour demander aux autorités leur raccordement, qui a été effectué trois années plus tard

## Notes et références

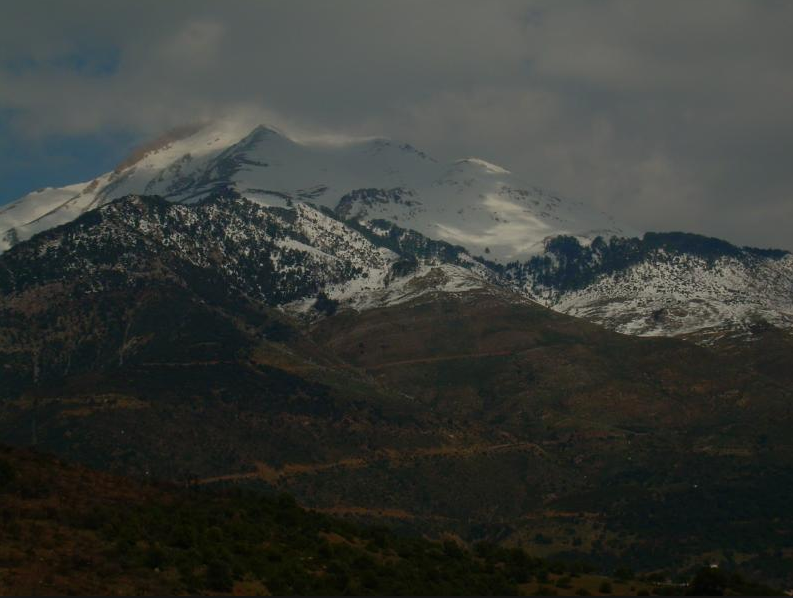
Tamgout-vue de Agouillal

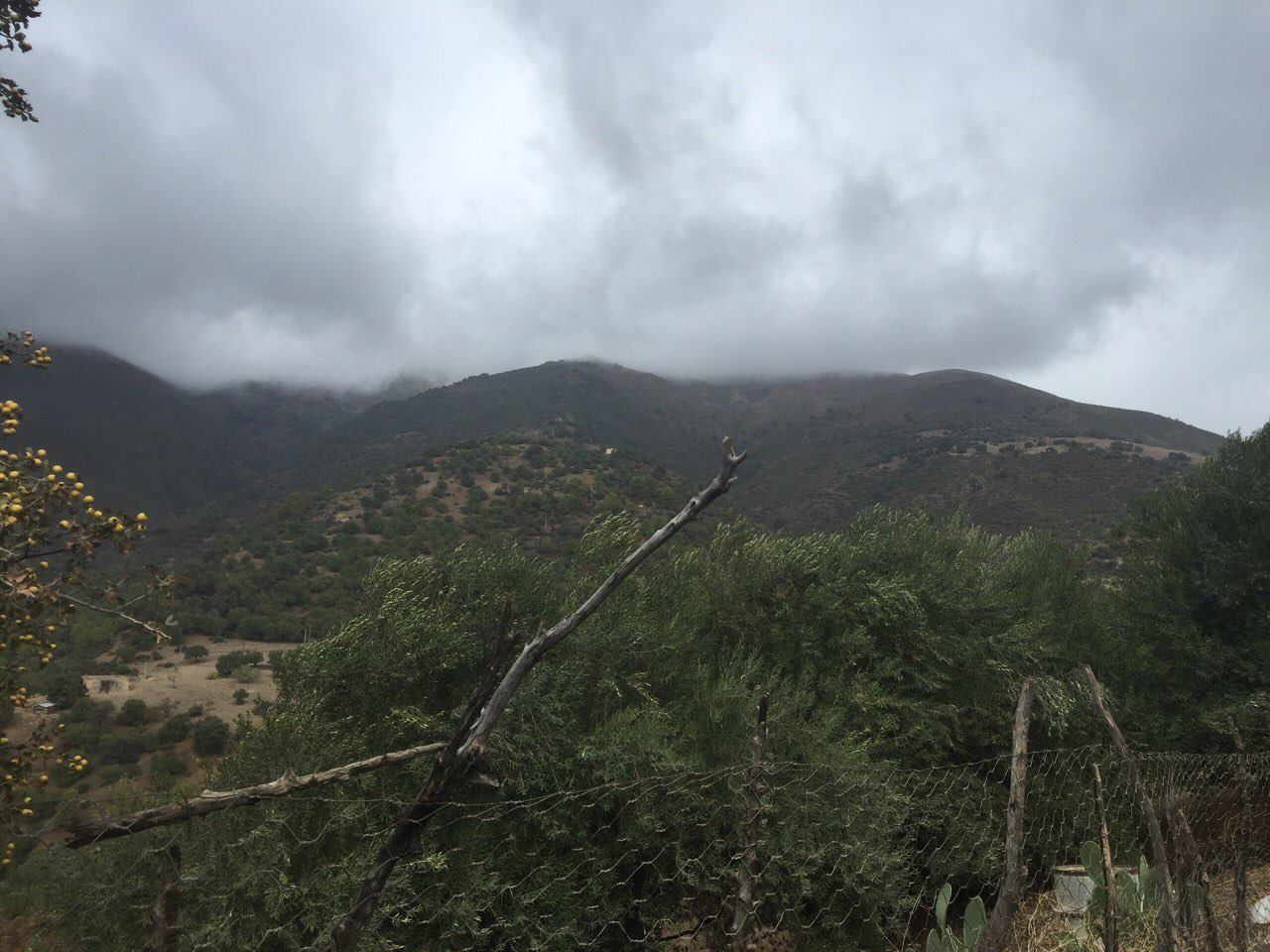
Vue sur Issyghiden - Agouillal